# Szlovénia közigazgatása
Szlovénia közigazgatása egyszintű, az alapfokú közigazgatási egységek, a községek (občina) felett csak a központi kormányzat áll. (A község a magyar járáshoz hasonlóan több települést összefogó, de attól eltérően nem középfokú, hanem alapfokú közigazgatási egység, önkormányzat)
2011. júniusa óta az országban 212 község  van, közülük 11 úgynevezett „városi község” (mestna občina). Ezek központja egy-egy jelentősebb város.
Az országban a községek felett 12 statisztikai régiót (szlovénül regija) különböztetnek meg a gazdasági és társadalmi statisztikák készítése céljára, ezek nem rendelkeznek önkormányzattal.

## Statisztikai régiók

Szlovénia statisztikai régiói (két régiót a térkép készítése óta átneveztek)

A régiók Szlovéniában nem rendelkeznek közigazgatási funkcióval, csupán statisztika készítésére szolgáló nagyobb egységek.
A szlovén régiók (keletről nyugatra) a következők:
- Pomurska statisztikai régió
- Podravska statisztikai régió
- Koroška statisztikai régió
- Savinjska statisztikai régió
- Zasavska statisztikai régió
- Posavska statisztikai régió (2014. végéig: Spodnjeposavska)
- Délkelet-Szlovénia statisztikai régió
- Közép-Szlovénia statisztikai régió
- Gorenjska statisztikai régió
- Primorsko-notranjska statisztikai régió (2014. végéig: Notranjsko-kraška)
- Goriška statisztikai régió
- Obalno-kraška statisztikai régió

## Községek

Szlovénia 212 községe (2012-es állapot)

Szlovénia községei nagyobb közigazgatási egységek, melyek legtöbb esetben több települést foglalnak magukba. Gyakori, hogy a község neve ugyanaz, mint a központi településé (pl.: Muraszombat városi község központja: Muraszombat, vagy, Ajdovščina községé Ajdovščina), de vannak eltérések: például Bohinj község székhelye Bohinjska Bistrica, vagy Sveti Andraž v Slovenskih goricah község, melynek központja Vitomarci település stb.)
A szlovén törvények szerint a községeknek legalább 5000 lakosának kell lennie, de ettől történelmi, földrajzi okokból, nemzetiségi és állami érdekből el lehet térni. Ez történt a két csekély lakosságú, de magyar többségű község, Őrihodos és Dobronak kialakításakor is.
Szlovéniának önállóvá válásakor, 1991-ben 60 községe volt. Az évek során a lakosság kezdeményezésére, nyomására, a községek száma osztódással szaporodott. 1998-ra számuk elérte a 193-at, majd 2006-ban az állampolgárok népszavazáson foglaltak állást további községek létrehozása mellett. Ennek eredményeképpen 205 község jött létre, majd ezek száma még tovább gyarapodott. Az ország 2011 óta 212 saját önkormányzattal rendelkező községre oszlik:
| - Adorjánfalva - Ajdovščina - Alsómarác - Apače - Battyánd - Belatinc - Bántornya - Benedikt - Bistrica ob Sotli - Bled - Bloke - Bohinj - Borovnica - Bovec - Braslovče - Brda - Brezovica - Brežice - Celje - Cerklje na Gorenjskem - Cerknica - Cerkno - Cerkvenjak - Cirkulane - Csendlak - Cserföld - Črna na Koroškem - Črnomelj - Destrnik - Divača - Dobje - Dobrepolje - Dobrna - Dobrova - Polhov Gradec - Dobronak - Dol pri Ljubljani - Dolenjske Toplice - Domžale - Dornava - Dravograd - Duplek - Gorenja vas - Poljane - Gorišnica - Gorje - Gornja Radgona - Gornji Grad - Felsőlendva - Grosuplje - Hajdina - Hoče - Slivnica - Horjul - Hrastnik - Hrpelje - Kozina | - Idrija - Ig - Ilirska Bistrica - Ivančna Gorica - Izola - Jesenice - Jezersko - Juršinci - Kamnik - Kanal ob Soči - Kidričevo - Kobarid - Kebeleszentmárton - Kočevje - Komen - Komenda - Koper - Kostanjevica na Krki - Kostel - Kozje - Kranj városi - Kranjska Gora - Križevci - Krško - Kungota - Kuzma - Laško - Lenart - Lendva - Litija - Ljubljana - Ljubno - Ljutomer - Log - Dragomer - Logatec - Loška dolina - Loški Potok - Lovrenc na Pohorju - Luče - Lukovica - Majšperk - Makole - Maribor - Marokrét - Medvode - Mengeš - Metlika - Mežica - Miklavž na Dravskem polju - Miren - Kostanjevica - Mirna Peč - Mislinja - Mokronog - Trebelno | - Moravče - Mozirje - Muraszombat - Muta - Nagypalina - Naklo - Nazarje - Nova Gorica - Novo mesto - Oplotnica - Ormosd - Osilnica - Őrihodos - Pesnica - Péterhegy - Piran - Pivka - Podčetrtek - Podlehnik - Podvelka - Poljčane - Polzela - Postojna - Prebold - Preddvor - Prevalje - Ptuj - Rače - Fram - Radeče - Radenci - Radlje ob Dravi - Radovljica - Ravne na Koroškem - Ráckanizsa - Rečica ob Savinji - Renče - Vogrsko - Ribnica - Ribnica na Pohorju - Rogaška Slatina - Rogatec - Ruše - Selnica ob Dravi - Semič - Sevnica - Sežana - Slovenj Gradec - Slovenska Bistrica - SlovenskeKonjice - Sodražica - Solčava - Središče ob Dravi - Starše - Straža | - Sveta Ana - Sveta Trojica v Slovenskih goricah - Sveti Andraž v Slovenskih goricah - Sveti Jurij ob Ščavnici - Sveti Jurij v Slovenskih goricah - Sveti Tomaž - Sal - Šempeter-Vrtojba - Šenčur - Šentilj - Šentjerne - Šentjur - Šentrupert - Škocjan - Škofja Loka - Škofljica - Šmarje pri Jelšah - Šmarješke Toplice - Šmartno pri Litiji - Šmartno ob Paki - Šoštanj - Štore - Szarvaslak - Tabor - Tolmin - Trbovlje - Trebnje - Trnovska vas - Trzin - Tržič - Vashidegkút - Velenje - Velike Lašče - Veržej - Videm - Vipava - Vitanje - Vodice - Vojnik - Vransko - Vrhnika - Vuzenica - Zagorje ob Savi - Zavrč - Zreče - Žalec - Železniki - Žetale - Žiri - Žirovnica - Žužemberk |

## Történelmi tájegységek

Szlovénia tájegységei:
1 - Primorska (Partvidék);
2 - Krajna;
2a Gorenjska (Felső-Krajna);
2b Notranjska (Belső-Krajna);
2c Dolenjska (Alsó-Krajna);
3 - Koroška (Karintia szlovén része);
4 - Štajerska (Alsó-Stájerország);
5 - Muravidék (Prekmurje)

Az Enciklopedija Slovenije a következő hagyományos, történelmi tájegységeket különbözteti meg Szlovéniában az egykori osztrák és magyar uralom alatti területek alapján:
- Felső-Krajna (a történelmi Krajna része) – Gorenjska (a térképen: 2a)
- Alsó-Stájerország (a történelmi Stájerország egy része) – Štajerska (4)
- Muravidék (az egykori magyarországi Vas vármegye déli és Zala vármegye délnyugati része) – Prekmurje (T)
- Karintia (a történelmi Karintia egy része) – Koroška (3)
- Belső-Krajna (a történelmi Krajna része) – Notranjska (2b)
- Alsó-Krajna (a történelmi Krajna része) – Dolenjska (2c)
- Hegyvidék (a hajdani osztrák Partvidék része) – Goriška (1)
- Szlovén Isztria (a hajdani Partvidék része) – Slovenska Istra (1)

A Hegyvidék és Szlovén Isztria együttesen a Partvidék (Primorska) nevű nagyobb történelmi régiót alkotja. Alsó-Krajnán belül található Fehér-Krajna (Bela krajina) tájegység, amelyet gyakran külön régiónak tekintenek.

## Hivatalos nyelvek
A szlovén mellett a magyar is hivatalos nyelv öt községben.
- Alsómarác (Moravske Toplice),
- Dobronak község (Dobrovnik),
- Lendva község (Lendava),
- Őrihodos község (Hodoš) és
- Sal (Šalovci).

Hasonlóan az olasz is hivatalos a szlovén mellett három tengerparti községben:
- Izola (olaszul Isola),
- Koper városi község (Capodistria) és
- Piran (Pirano).